# شبگرد-باز شن‌رنگ
شبگرد-باز شن‌رنگ (نام علمی: Chordeiles rupestris) نام یک گونه از تیره شبگردان است.